# Tatafu Polota-Nau
S'U Tatafu Polota-Nau (Sydney, 26 luglio 1985) è un rugbista a 15 australiano, internazionale per l'Australia, gioca come tallonatore nel Parramatta.

## Biografia
Nato a Sydney da famiglia tongana e cresciuto nel Parramatta, club di Sydney del quale è sia giocatore che dirigente, Polota-Nau rappresentò il Nuovo Galles del Sud nel 2005, anno in cui fu designato miglior Under-21 australiano di stagione.
Alla fine del 2005 esordì negli Wallabies a Twickenham contro l'Inghilterra prima ancora di avere disputato un solo incontro di Super Rugby (l'esordio avvenne nel 2006 con gli Waratahs); nell'anno successivo al debutto disputò solo due incontri, per poi tornare in Nazionale nel 2008.
Titolare fisso da allora, nel marzo 2011 prolungò fino al 2013 il suo impegno con la Federazione australiana, anche se non poté prendere parte alla vittoriosa campagna del Tri Nations 2011 causa infortunio.
Fu tuttavia presente alla Coppa del Mondo di rugby 2011 in cui gli Wallabies si classificarono terzi.
Con gli Waratahs vinse il Super Rugby 2014, il primo di sempre per la franchise del Nuovo Galles del Sud, e l'anno successivo fu convocato nella Nazionale australiana che prese parte alla Coppa del Mondo di rugby 2015, al termine della quale gli Wallabies giunsero secondi dietro la finalista vincente Nuova Zelanda.

## Palmarès
- Super Rugby: 1
Waratahs: 2014